# Faylaq al-Cham
Faylaq al-Cham (arabe : فيلق الشام, la « Légion du Levant » ou la « Légion du Cham ») est un groupe rebelle de la guerre civile syrienne, formé en 2014 et dissous en 2025.

## Histoire

### Fondation
Faylaq al-Cham est créé le 10 mars 2014 à Idlib,,.

### Affiliations et alliances
Faylaq al-Cham est affilié à l'Armée syrienne libre,,. Le 24 mars 2015, il fait partie des groupes qui forment l'Armée de la conquête dans le gouvernorat d'Idlib,. Il se retire cependant de cette chambre d'opérations le 3 janvier 2016, mais sans faire état de tensions avec les autres groupes, et annonce qu'il se redéploie à Alep afin de lutter contre les forces du régime qui progressent sur ce front.
En septembre 2014, il intègre la Chambre d'opérations de Marea.
Le 26 avril 2015, Faylaq al-Cham forme avec une trentaine d'autres groupes rebelles la chambre d'opérations Fatah Halab, active à Alep,.
Le 28 février 2017, Harakat Nour al-Din al-Zenki intègre le Hayat Tahrir al-Cham, cependant sa branche active dans l'opération Bouclier de l'Euphrate, au nord d'Alep, décide de rejoindre Faylaq al-Cham,.
Fin 2017, la branche locale du groupe située dans le gouvernorat d'Alep intègre l'Armée nationale syrienne.
Le 28 mai 2018, Faylaq al-Cham fusionne avec dix autres groupes de l'Armée syrienne libre pour former le Front national de libération.

### Défection
Le 28 février 2017, la branche du groupe présente dans le gouvernorat d'Alep décide de se dissoudre et de former le Liwa Fursan al-Thawra (Brigade des chevaliers de la révolution).

### Dissolution
En novembre-décembre 2024, Faylaq al-Cham prend part, au sein du commandement des opérations militaires, à l'offensive qui renverse le régime de Bachar al-Assad,. Le 29 janvier 2025, lors de la conférence de la victoire de la révolution syrienne (en), le porte-parole du commandement des opérations militaires, Hassan Abdel Ghani, annonce que « toutes les factions militaires » ayant pris part à l'offensive « seront dissoutes et intégrées aux institutions de l'État », y compris Faylaq al-Cham, dont le chef, Fadlallah al-Haji (en), prononce un discours pour l'occasion.

## Idéologie
Le groupe est islamiste, proche des Frères musulmans,,,. Il est classé comme modéré par Charles Lister, chercheur américain au Middle East Institute (en) et par Raphaël Lefèvre et Ali el Yassir, analystes à la Fondation Carnegie pour la paix internationale,,.

## Organisation

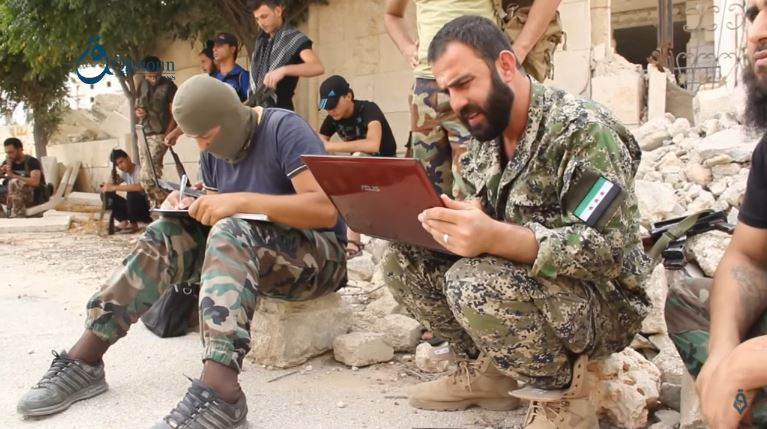
Le major Yasser Abdel Rahim, chef militaire de Faylaq al-Cham, et plusieurs de ses combattants préparant des tirs d'artillerie contre les positions tenues par les YPG à Alep, le 2 octobre 2015.

### Commandement
Le groupe est commandé par Mondher Saras et son chef militaire est le major Yasser Abdel Rahim,. 

### Effectifs
Faylaq al-Cham dispose de 19 brigades,. Vers fin 2015 et début 2016, la légion compte environ 4 000 hommes selon Charles Lister, chercheur américain au Middle East Institute (en) et Jennifer Cafarella et Genevieve Casagrande, analystes pour the Institute for the Study of War,. À la fin de 2016, les effectifs du groupe sont estimés à 7 000 hommes par Archicivilians. En septembre 2018, Faylaq al-Cham compte 8 500 à 10 000 hommes selon l'Observatoire syrien des droits de l'homme (OSDH) qui affirme qu'« Il s'agit du deuxième groupe le plus puissant dans le nord syrien en termes d'équipements militaires et le troisième au niveau du nombre de combattants ».

### Zones d'opérations
En 2015, la légion est surtout présente dans les gouvernorats d'Idlib, Homs, Hama et Lattaquié,,,. Elle se redéploie dans le gouvernorat d'Alep en janvier 2016. Elle est également présente, mais de façon bien moins importante, dans la région de Damas.
D'après the Institute for the Study of War, Faylaq al-Cham est le seul groupe armé syrien, avec Ahrar al-Sham, à être présent et actif sur plusieurs fronts en différents points du territoire syrien.
En 2020, des combattants du groupe sont engagés en Libye, où ils prennent part à la bataille de Tripoli.

## Actions
Comme d'autres groupes rebelles, Faylaq al-Cham organise des exfiltrations de déserteurs de l'État islamique. En août 2016, le groupe convertit un immeuble d'Azaz en centre de rétention. 300 déserteurs de plusieurs nationalité, dont 21 femmes, y sont assignés en novembre 2016.

## Soutiens
Le groupe est soutenu par la Turquie et le Qatar.